# Brunfelsia martiana
Brunfelsia martiana är en potatisväxtart som beskrevs av Plowman. Brunfelsia martiana ingår i släktet Brunfelsia och familjen potatisväxter. Inga underarter finns listade i Catalogue of Life.